# Pawłówek (powiat de Sochaczew)
Pawłówek [paˈvwuvɛk] est un village polonais de la gmina de Teresin dans le powiat de Sochaczew et dans la voïvodie de Mazovie.
Il est situé approximativement à 7 kilomètres au sud de Teresin, 14 kilomètres au sud-est de Sochaczew, et à 43 kilomètres à l'ouest de Varsovie.